# Mankhan (Hovd)
Mankhan (em mongol:  Ховд) é um distrito (sum) da Mongólia localizado na província de Khovd.